# Lucas Wallmark
Alexander Lucas Wallmark (* 5. September 1995 in Umeå) ist ein schwedischer Eishockeyspieler, der seit Juli 2023 bei Fribourg-Gottéron aus der Schweizer National League unter Vertrag steht. Zuvor verbrachte der Center fünf Jahre in der National Hockey League (NHL) und war dabei für die Carolina Hurricanes, Florida Panthers und Chicago Blackhawks aktiv.

## Karriere
Lucas Wallmark spielte in seiner Jugend unter anderem für die Nachwuchsabteilungen des IF Björklöven, bevor er 2010 zu Skellefteå AIK wechselte und mit Beginn der Saison 2011/12 für deren U20 in der J20 SuperElit auflief, der höchsten Juniorenliga Schwedens. Im Folgejahr debütierte er für die Herrenauswahl in der Elitserien, der höchsten Profiliga des Landes, während er zudem leihweise beim Karlskrona HK in der zweitklassigen Allsvenskan zum Einsatz kam. Anschließend wechselte er in der nun umbenannten Svenska Hockeyligan (SHL) zu Luleå HF und etablierte sich in der Folge in deren Profikader. In Luleå steigerte der Mittelstürmer seine persönliche Statistik von Jahr zu Jahr, während er mit dem Team in der Spielzeit 2014/15 die Champions Hockey League gewann. Parallel dazu wurde er bereits im NHL Entry Draft 2014 an 97. Position von den Carolina Hurricanes berücksichtigt, ebenso wie zwei Jahre später im KHL Junior Draft 2016 an 60. Stelle vom HK ZSKA Moskau.
Nachdem Wallmark bereits im Juni 2015 einen Einstiegsvertrag bei den Hurricanes unterzeichnet hatte, wechselte er zur Saison 2016/17 fest nach Nordamerika und wurde dort vorerst bei Carolinas Farmteam eingesetzt, den Charlotte Checkers aus der American Hockey League (AHL). Dort überzeugte der Schwede mit einer konstanten Offensivproduktion, sodass er im März 2017 sein Debüt für die Hurricanes in der National Hockey League (NHL) gab. Diesem folgten weitere acht Einsätze im selben Jahr sowie elf Partien in der folgenden Spielzeit 2017/18, bevor er sich im Rahmen der Vorbereitung auf die Saison 2018/19 einem Stammplatz im NHL-Aufgebot erspielen konnte.
Nach knapp vier Jahren in der Organisation der Hurricanes wurde Wallmark zur Trade Deadline im Februar 2020 samt Erik Haula, Eetu Luostarinen und Chase Priskie an die Florida Panthers abgegeben. Im Gegenzug wechselte Vincent Trocheck nach Carolina. In Florida beendete Wallmark die Saison und wechselte anschließend im Oktober 2020 als Free Agent zu den Chicago Blackhawks. Bereits im April 2021 kehrte der Schwede jedoch nach Florida zurück, als er samt Lucas Carlsson zu den Panthers transferiert wurde. In Gegenrichtung wechselten Brett Connolly, Riley Stillman, Henrik Borgström und ein Siebtrunden-Wahlrecht im NHL Entry Draft 2021 zu den Blackhawks.
Im Juni 2021 kehrte Wallmark nach fünf NHL-Jahren nach Europa zurück, indem er sich dem HK ZSKA Moskau aus der Kontinentalen Hockey-Liga (KHL) anschloss. Den Klub verließ er Anfang März 2022 gemeinsam mit seinem Landsmann Joakim Nordström aufgrund des russischen Überfalls auf die Ukraine umgehend und verzichtete dabei auf einen Millionenbetrag; „ich musste dennoch nicht nachdenken“, sagte er gegenüber dem Tages-Anzeiger im September 2022. Im Mai 2022 unterschrieb Wallmark einen Dreijahresvertrag bei den ZSC Lions aus der Schweizer National League. Dieser wurde jedoch auf eigenen Wunsch im Mai 2023 vorzeitig aufgelöst. Anschließend unterzeichnete er einen Zweijahresvertrag mit Gültigkeit bis 2025 bei Fribourg-Gottéron.

### International
Erste internationale Erfahrungen sammelte Wallmark beim Ivan Hlinka Memorial Tournament 2011, bei der er mit der schwedischen U17-Auswahl die Silber- sowie im Folgejahr die Bronzemedaille gewann. Anschließend nahm er an der U18-Junioren-Weltmeisterschaft 2013 sowie an den U20-Junioren-Weltmeisterschaften 2014 und 2015 teil, wobei er mit der schwedischen U20-Auswahl im Jahre 2014 die Silbermedaille errang.
Zudem debütierte der Angreifer für die schwedische A-Nationalmannschaft im Rahmen der Euro Hockey Tour der Saison 2015/16. Sieben Jahre später gehörte er zum schwedischen Aufgebot bei den Olympischen Winterspielen 2022 in der chinesischen Hauptstadt Peking. In sechs Spielen erzielte Wallmark dabei fünf Tore. Daraufhin nahm er auch an der Weltmeisterschaft im selben Jahr teil.

## Erfolge und Auszeichnungen
- 2015 Champions-Hockey-League-Gewinn mit Luleå HF
- 2024 Spengler-Cup-Gewinn mit Fribourg-Gottéron

### International
- 2011 Silbermedaille beim Ivan Hlinka Memorial Tournament
- 2012 Bronzemedaille beim Ivan Hlinka Memorial Tournament
- 2014 Silbermedaille bei der U20-Junioren-Weltmeisterschaft

## Karrierestatistik
Stand: Ende der Saison 2024/25

### International
Vertrat Schweden bei:
| - Ivan Hlinka Memorial Tournament 2011 - Ivan Hlinka Memorial Tournament 2012 - U18-Junioren-Weltmeisterschaft 2013 - U20-Junioren-Weltmeisterschaft 2014 | - U20-Junioren-Weltmeisterschaft 2015 - Olympischen Winterspielen 2022 - Weltmeisterschaft 2022 |

(Legende zur Spielerstatistik: Sp oder GP = absolvierte Spiele; T oder G = erzielte Tore; V oder A = erzielte Assists; Pkt oder Pts = erzielte Scorerpunkte; SM oder PIM = erhaltene Strafminuten; +/− = Plus/Minus-Bilanz; PP = erzielte Überzahltore; SH = erzielte Unterzahltore; GW = erzielte Siegtore; 1 Play-downs/Relegation; Kursiv: Statistik nicht vollständig)